# 東折尾信号場
東折尾信号場（ひがしおりおしんごうじょう）は、福岡県北九州市八幡西区陣原1丁目に所在する九州旅客鉄道（JR九州）鹿児島本線の信号場である。

## 概要
前身は貨物駅の東折尾駅であり、折尾操車場から始まり、貨物駅を経て信号場となる。以前は少し南側を西鉄北九州線が走っており、同線に「陣の原」電停が存在した。現在同線は廃止となり、代替駅となる旅客駅の陣原駅が当信号場の約0.3km折尾寄りに誕生している。

## 歴史
- 1952年（昭和27年）2月1日：日本国有鉄道（国鉄）の折尾操車場開設。
- 1961年（昭和36年）5月1日：駅に昇格、東折尾駅開業。
- 1984年（昭和59年）2月1日：信号場に降格、東折尾信号場開設。
- 1987年（昭和62年）4月1日：国鉄分割民営化により九州旅客鉄道が継承。

## 周辺
- 筑豊電気鉄道熊西駅
- 三菱ケミカル黒崎事業所
- 三菱マテリアル黒崎工場

## 隣の駅
九州旅客鉄道（JR九州）
■鹿児島本線・■福北ゆたか線
黒崎駅 - （東折尾信号場） - 陣原駅